# 第34回日本レコード大賞
第34回日本レコード大賞（だい34かいにほんレコードたいしょう）は、1992年（平成4年）12月31日に日本武道館で行われた、34回目の『日本レコード大賞』である。授賞式は『元旦まで感動生放送!史上最大39時間テレビ「ずっとあなたに見てほしい 年末年始は眠らない」』内で放送された。
2部門制（ポップス・ロック、歌謡曲・演歌）で実施された最後の回でもある。

## 概要
ポップス・ロック部門の大賞は、米米CLUBの「君がいるだけで」に決定した。米米CLUBは初の受賞。オリコン年間シングルチャート1位の楽曲が受賞したのは第32回(1990年)以来2年ぶり。また、TBSの音楽番組『突然バラエティー速報!!COUNT DOWN100』年間シングルランキング1位の楽曲が受賞したのは史上初めて（同番組は1993年3月に終了したため、結果的に最初で最後の記録となった）。ポップス・ロック部門の大賞のプレゼンターは筑紫哲也が行った。
歌謡曲・演歌部門の大賞は、TBSテレビ系・ドラマ30「許されぬ唄」（中部日本放送制作）の主題歌となった。大月みやこの「白い海峡」に決定した。大月は初の受賞。同局のドラマ主題歌としても初の受賞。
視聴率は0.4P上昇の15.1%。
この年10月にTBS系列局として開局したあいテレビ（当時：伊予テレビ、愛媛県）が本年度より生中継のネットを開始した。

## 司会
- 黒柳徹子
- 神田正輝
- 山本文郎（TBSアナウンサー、進行）

## 受賞作品・受賞者一覧（ポップス・ロック部門）

### 日本レコード大賞
- 「君がいるだけで」
  - 歌唱：米米CLUB
  - 作詞・作曲：米米CLUB
  - 編曲：米米CLUB・中村哲
  - ストリングス編曲：桑野聖
  - プロデューサー：米米CLUB
  - プロダクション：SHARISHARISM
  - レコード会社：ソニーレコーズ

### 最優秀ボーカル賞
- 松田聖子「きっと、また逢える…」

### 最優秀新人賞
- 小野正利「You're the Only…」

### アルバム大賞
- サザンオールスターズ「世に万葉の花が咲くなり」

### ゴールド・ディスク賞（大賞ノミネート作品）
- 米米CLUB「君がいるだけで」
- DREAMS COME TRUE「決戦は金曜日」
- J-WALK「何も言えなくて…夏」
- サザンオールスターズ「涙のキッス」
- 髙橋真梨子「はがゆい唇」

### 新人賞（最優秀新人賞ノミネート）
- 大黒摩季「DA・KA・RA」
- 小野正利「You're the only…」
- 加藤紀子「今度私どこか連れていって下さいよ」
- 高橋洋子「もう一度逢いたくて」

### 優秀アルバム賞
- 中島みゆき「EAST ASIA」
- B'z「IN THE LIFE」
- 米米CLUB「Octave」
- 布袋寅泰「GUITARHYTHM III」
- 佐野元春「sweet 16」
- 松任谷由実「DAWN PURPLE」
- 久保田利伸「Neptune」
- Nokko「Hallelujah」
- ドリームズ・カム・トゥルー「MILLION KISSES」
- サザンオールスターズ「世に万葉の花が咲くなり」

### 最優秀アルバム・ニュー・アーティスト賞
- CHARA「SOUL KISS」

### 特別賞
- 「シテリアの月の下で」／coba
- 少年ナイフ

### 作曲賞
- 中西圭三「Woman」（歌・中西圭三）

### 編曲賞
- 重実徹「愛は時を越えて」（歌・大橋純子）

### 作詩賞
- 平松愛理「部屋とYシャツと私」（歌・平松愛理）

### 企画賞
- 「岩谷時子シャンソン詩集」－「ラストダンスは私に」
- 「スーザン・オズボーン」－「和美」
- 「世界民族音楽大集成」
- 日本とアジアを結ぶ「音楽大橋」「ASIAN VOICES…sing treasure songs of Japan」

### 外国アーティスト賞
- ボビー・コールドウェル

### 審査委員メモリアル賞
- 尾崎豊

## 受賞作品・受賞者一覧（歌謡曲・演歌部門）

### 日本レコード大賞
- 「白い海峡」
  - 歌唱：大月みやこ
  - 作詞：池田充男
  - 作曲：伊藤雪彦
  - 編曲：池多孝春
  - プロダクション：新栄プロダクション
  - レコード会社：キングレコード

### 最優秀歌唱賞
- 山川豊「夜桜」

### 最優秀新人賞
- 永井みゆき「大阪すずめ」

### アルバム大賞
- 坂本冬美「男惚れ」

### ゴールド・ディスク賞（大賞ノミネート作品）
- 大月みやこ「白い海峡」
- 堀内孝雄＆桂銀淑「都会の天使たち」
- 香西かおり「花挽歌」

### 新人賞（最優秀新人賞ノミネート）
- 田川寿美「女…ひとり旅」
- 永井みゆき「大阪すずめ」

### 優秀アルバム賞
- 三沢あけみ「エンドレスソング」
- 坂本冬美「男惚れ」
- 石川さゆり「平成浮き世絵ばなし」

### 作曲賞
- 三木たかし「花挽歌」（歌・香西かおり）

### 編曲賞
- 前田俊明「こころ酒」（歌・藤あや子）

### 作詩賞
- 荒木とよひさ「夢一秒」（歌・前川清）

### 企画賞
- 「昭和演歌名曲選」－全10巻／天童よしみ
- 「三船和子－北港」

### 功労賞
- 吉田矢健治
- 横井弘
- 藤島桓夫
- バッキー白片

### 特別功労賞
- 松尾和子
- 関沢新一

### 日本作曲家協会特別功労賞
- いずみたく
- 中村八大

### 音楽文化賞
- 西條八十
- 服部良一

### 美空ひばり賞
- 中村美律子

## TV中継スタッフ
- プロデューサー：
- 演出：山田修爾
- 舞台監督：
- 中継ディレクター：
- 音楽・指揮:鷺巣詩郎
- 演奏:岡本章生とゲイスターズ、20世紀ストリングス
- 製作著作：TBS